# مسیح (مجموعه تلویزیونی آمریکایی)
مسیح (انگلیسی: Messiah) مجموعه تلویزیون اینترنتی آمریکایی در ژانر دلهره آور و ساخته مایکل پترونی است. فصل اول این مجموعه که حاوی ده اپیزود است در یک ژانویه ۲۰۲۰ بر روی نتفلیکس منتشر شد اما در ۲۶ مارس ۲۰۲۰ نتفلیکس ساخت ادامه این مجموعه را لغو کرد.
داستان این سریال بر روی اتفاقات و واکنش‌های مردم عصر مدرن به مردی جوان که در خاورمیانه ظهور کرده و پیروانی جمع کرده که اورا فرجام بازگشته عیسی می‌دانند، تمرکز می‌کند.